# Tassilo II.
Tassilo II. aus der Dynastie der Agilolfinger war etwa in den Jahren von 717 bis 719 Herzog der Bajuwaren in Baiern. Er war ein Sohn des Herzogs Theodo II. und der Folchaid.
Von seiner Tätigkeit als Herzog ist nichts bekannt, tatsächlich wird seine Existenz auch nur im Salzburger Verbrüderungsbuch dokumentiert, wo er als unverheiratet verzeichnet ist. Andererseits wird ihm eine Ehefrau Imma († um 750) zugeordnet, die ihn zum Vater eines Grimoald und der Swanahild machte, der späteren Ehefrau Karl Martells. Da Swanahilde († nach 743, begraben in der Abtei Chelles) mit Sicherheit die Nichte Herzog Odilos (Herzog 739–748) war, hätte dies zur Folge, dass Odilo wiederum ein Bruder oder Schwager Tassilos gewesen sein müsste.